# Awaous tajasica
Awaous tajasica es una especie de peces de la familia de los Gobiidae en el orden de los Perciformes.

## Morfología
Los machos pueden llegar a alcanzar los 16,3 cm de longitud total.

## Distribución geográfica
Se encuentra en el Brasil.

## Observaciones
Es inofensivo para los humanos.